# Comuna Ciocile, Brăila
Ciocile este o comună în județul Brăila, Muntenia, România, formată din satele Chichinețu, Chioibășești, Ciocile (reședința) și Odăieni.

## Așezare
Comuna se află în extremitatea sud-vestică a județului, la limita cu județele Ialomița și Buzău. Este deservită de șoseaua județeană DJ211C, care se termină în satul de reședință și leagă comuna spre est de Dudești.

## Demografie
Componența etnică a comunei Ciocile
     Români (94,89%)
     Alte etnii (0,36%)
     Necunoscută (4,74%)
Componența confesională a comunei Ciocile
     Ortodocși (95,07%)
     Alte religii (0,14%)
     Necunoscută (4,79%)
Conform recensământului efectuat în 2021, populația comunei Ciocile se ridică la 2.192 de locuitori, în scădere față de recensământul anterior din 2011, când fuseseră înregistrați 2.802 locuitori. Majoritatea locuitorilor sunt români (94,89%), iar pentru 4,74% nu se cunoaște apartenența etnică. Din punct de vedere confesional, majoritatea locuitorilor sunt ortodocși (95,07%), iar pentru 4,79% nu se cunoaște apartenența confesională.

## Politică și administrație
Comuna Ciocile este administrată de un primar și un consiliu local compus din 11 consilieri. Primarul, Valentin Mangiurea[*], de la Partidul Național Liberal, este în funcție din 1 noiembrie 2024. Începând cu alegerile locale din 2024, consiliul local are următoarea componență pe partide politice:
|  | Partid                    | Consilieri | Componența Consiliului | Componența Consiliului | Componența Consiliului | Componența Consiliului | Componența Consiliului | Componența Consiliului |
|  | ------------------------- | ---------- | ---------------------- | ---------------------- | ---------------------- | ---------------------- | ---------------------- | ---------------------- |
|  | Partidul Național Liberal | 6          |                        |                        |                        |                        |                        |                        |
|  | Partidul Social Democrat  | 5          |                        |                        |                        |                        |                        |                        |

## Istorie
La sfârșitul secolului al XIX-lea, comuna făcea parte din plasa Călmățuiul a județului Brăila și avea în componență doar satul Ciocile, cu o populație de 1468 de locuitori. În comună funcționau o moară de aburi, o biserică zidită de locuitori între 1875–1879, o școală de băieți cu 25 de elevi, înființată în 1834 și una de fete cu 7 eleve, înființată în 1875. În aceeași perioadă, pe teritoriul actual al comunei mai funcționa în aceeași plasă și comuna Chichinețu, formată din cătunele Chichinețu și Chioibășești, cu o populație totală de 1043 de locuitori. În comună funcționau o școală mixtă frecventată de 44 de elevi și înființată în 1858 și o biserică zidită de fostul proprietar Sorescu în 1842. În 1925, cele două comune funcționau în aceeași plasă și în aceeași compoziție, Ciocile având 2132 locuitori, iar Chichinețu — 1360.
În 1950, comunele au trecut la raionul Făurei din regiunea Galați. În timp, comuna Chichinețu a fost desființată și inclusă în comuna Ciocile, iar satul Chichinețu a luat numele de Ștefan Gheorghiu. În 1968, comuna Ciocile a fost inclusă, în actuala componență, în județul Brăila, reînființat, Satul Chichinețu și-a redobândit numele în 1996.

## Monumente istorice
Singurul obiectiv din comuna Ciocile inclus pe lista monumentelor istorice din județul Brăila ca monument de interes local îl constituie adăpătorile din piatră, datând din secolul al XIX-lea, aflate la intrarea în satul Ciocile, și clasificate ca monument memorial sau funerar.

## Personalități născute aici
- Florea Fătu (1924 - 1995), fotbalist.